# Grojer
Grojer (francosko: Gruyère) je vrsta švicarskega trdega sira.

## Značilnosti
Sir grojer je podoben ementalcu, samo da je manjši. Tudi njegova oblika spominja na mlinski kamen, z ravno ali rahlo izbočeno obodno ploskvijo ter ravnima osnovnima. Hlebec ima premer 40 do 65 cm, ter je visok 9 do 13 cm. Teža hlebca se z ozirom na velikost spreminja in znaša od 20 do 45 kg. Skorja je čvrsta, zlato rumene do rjavkaste barve. Na prerezu je testo čvrsto. Očesa grahove velikosti (3 do 5 mm) so enakomerno porazdeljena. Testo je čvrsto, vendar se lepo reže. Sir ima čist, aromatičen vonj in poln, sladko - slan, pikanten okus, ki spominja na orehe. Sir vsebuje od 45 do 52% maščobe v suhi snovi in okoli 52% vode v nemaščobni snovi, ter okoli 1,6% soli. Čas zorenja originalnega grojerja je najmanj 6 mesecev. 

## Zgodovina
Sir je dobil ime po mestu Gruyères v švicarskem kantonu Fribourg ter izvira iz kantonov Fribourg, Vaud, Neuchâtel, Jura in Bern, od koder se je njegova izdelava razširila po vsem svetu, vendar originalnega izdelujejo samo v Švici.

## Proizvodnja

### Prodajne stopnje zrelosti sira
| stopnja staranja | uradno imenovanje | starost sira      | opis okusa in teksture                                       |  |
| ---------------- | ----------------- | ----------------- | ------------------------------------------------------------ |  |
| mlad grojer      | Gruyère doux      | 5- 6 mesecev      | blage kremaste note, mehkejša struktura                      |  |
| srednje zorjen   | Gruyere mi-salé   | 7-9 mesecev       | harmoničen, rahlo oreškast okus                              |  |
| zrel grojer      | Gruyère salé      | 10-12 mesecev     | poln okus, značilna čvrsta tekstura                          |  |
| bolj zrel grojer | Gruyère réserve   | 14-18 mesecev     | intenziven in pikanten okus, pogosto rahlo kristalno testo   |  |
| ekstra zorjen    | Gruyère surchoix  | 18 mesecev in več | zelo bogat okus, drobljivo testo, za ljubitelje močnih sirov |  |

### Zaščita označbe porekla
Leta 2001 je grojer dobil švicarsko oznako geografsko zaščitenega izdelka AOC (Appellation d'origine contrôlée), od 2013 pa se v Švici nekatere sire lahko označuje z oznako geografsko zaščitenega izdelka AOP (Appellation d'origine protégée). Le-ta zagotavlja, da vse, od surovin do proizvodnega procesa in končnega izdelka, prihaja iz ene jasno določene regije izvora. 
V Uniji je tej oznaki primerljiva oznaka Zaščitena označba porekla, ki pa je del širšega evropskega sistema zaščite geografskih označb.
Skrb za kakovost švicarskega sira v okviru Schweizersiche Käse Union je na nacionalni ravni tako velika in natančna, da razlike med posameznimi proizvajalci niso omembe vredne.

## Razširjenost
Grojer izdelujejo tudi v Franciji, francosko poimenovanje grojerju podobnega sira je Gruyère de Comté, krajše Comté. Grojer izdelujejo po švicarskem zgledu tudi drugje po Evropi in v ZDA. V anglosaksonskih deželah je znan pod imenom »Swiss Cheese« (švicarski sir).